# Straßenradsport-Weltmeisterschaften 2025
Die Straßenradsport-Weltmeisterschaften 2025 sollen vom 21. bis 28. September 2025 in der ruandischen Hauptstadt Kigali stattfinden. Es ist das erste Mal in der über 100-jährigen Geschichte der Weltmeisterschaften, dass diese in Afrika abgehalten werden. Anlässlich der Weltmeisterschaften werden 13 Entscheidungen ausgefahren. Für die Qualifikation gelten die üblichen Kriterien.
Bereits 2018 hatte der Radsport-Weltverband UCI beschlossen, seine wichtigste Veranstaltung 2025 in Afrika abzuhalten. Kandidaturen gingen aus Ruanda, Marokko, Südafrika und Algerien ein; 2021 fiel die Entscheidung zugunsten Kigalis. Das Land organisiert seit 2001 jedes Jahr die Tour du Rwanda, die zusammen mit der gabunischen Tropicale Amissa Bongo das höchstrangige Etappenrennen der UCI Africa Tour darstellt. Die französische ASO, Organisatorin der Tour de France, sowie der belgische Radsportveranstalter Golazo wurden beauftragt, die Ausrichtung zu unterstützen.

## Kurs

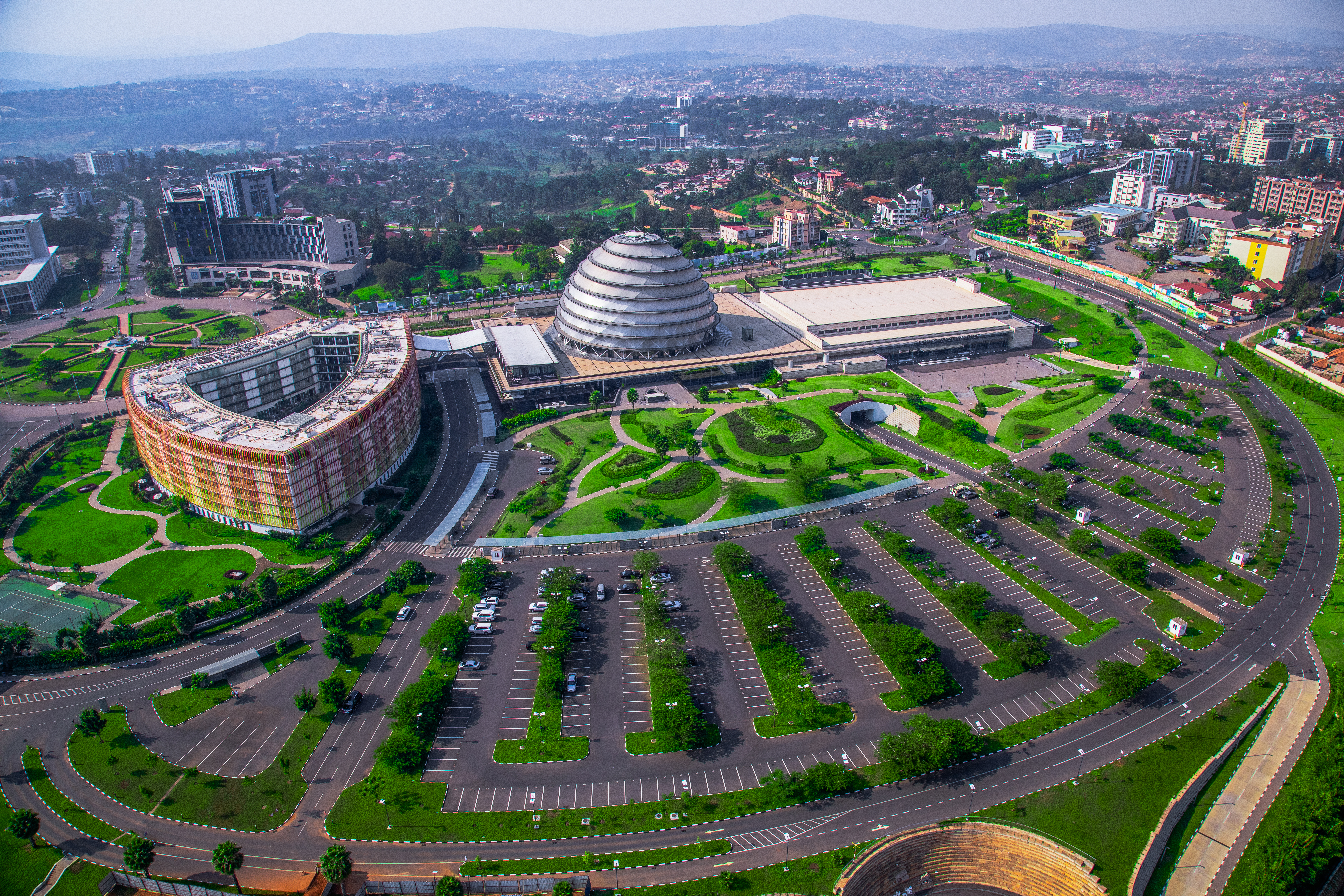
Das Kigali Convention Centre

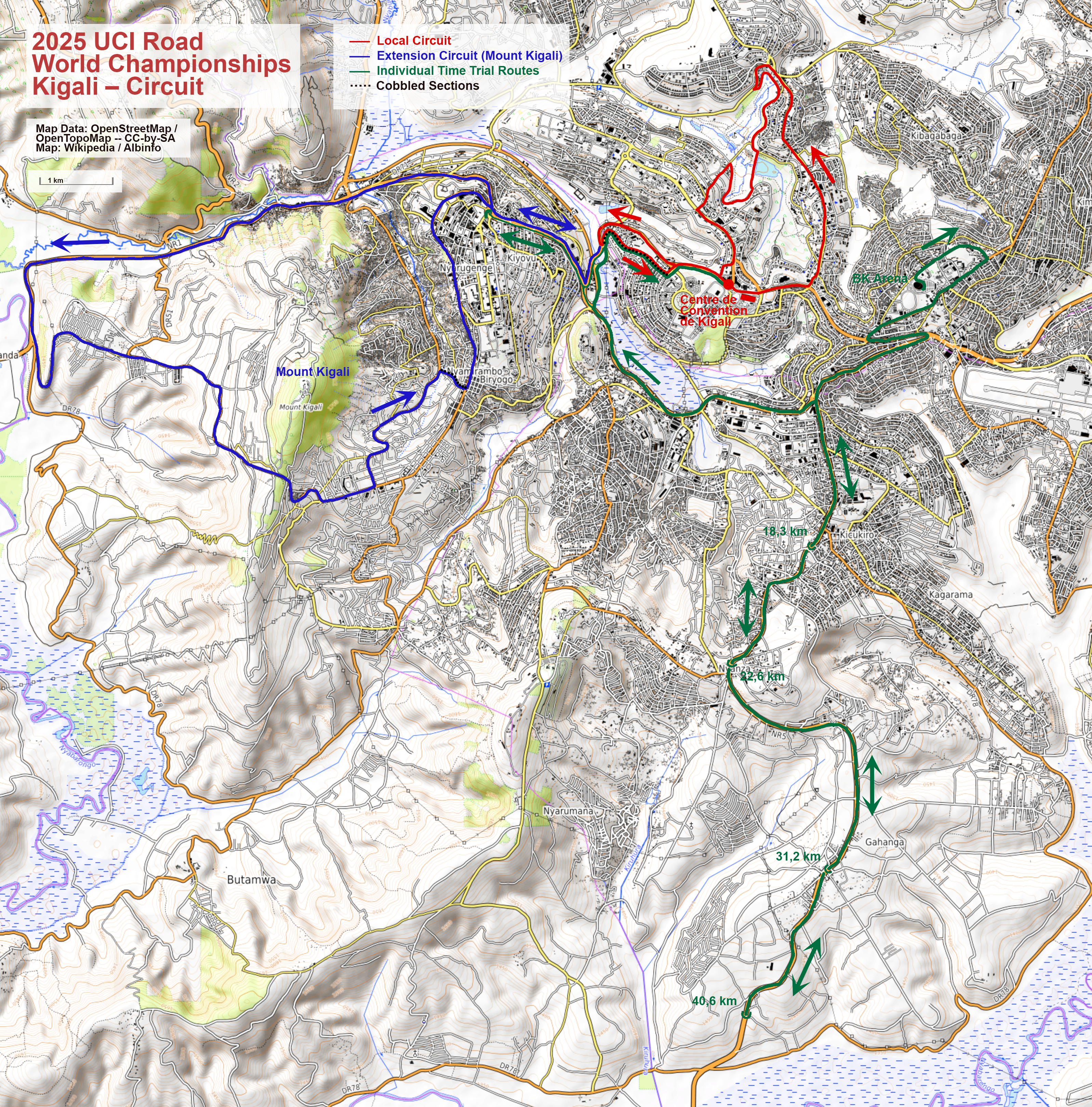
Karte Kigalis mit Rundkursen und Zeitfahrstrecken

Die Streckenplanung wurde anlässlich der Straßenradsport-Weltmeisterschaften 2024 in Zürich bekanntgegeben.
Die Straßenrennen beginnen und enden am Kigali Convention Centre. Sie finden hauptsächlich auf einem knapp 15 Kilometer langen Rundkurs statt, der je nach Kategorie mehrfach durchlaufen wird; im Elite-Rennen der Männer wird die 10. Runde erweitert um eine Schleife auf den Mont Kigali (300 Höhenmeter auf 5,9 Kilometer, 6,9 % im Schnitt). Auf dieser Schleife wird auch die aus der Tour du Rwanda bekannte Steigung der Mur de Kigali passiert, die jedoch keine zentrale Rolle spielt. Diese kommt vielmehr der Côte de Kimihurura (KN 14 Avenue) zu, einer kopfsteingepflasterten Straße von 1,3 Kilometern Länge mit einer durchschnittlichen, aber unregelmäßig verteilten Steigung von 6,3 %, die kurz vor dem Ziel passiert wird.
Die Einzelzeitfahren beginnen an der BK Arena und enden am Convention Centre. Unterwegs wird ein Stück der Nationalstraße 5 hin und zurück befahren, je nach Kategorie unterschiedlich weit. Je nach Kategorie muss der Pass Côte de Nyanza dabei ein oder zwei Mal bewältigt werden. Auf den letzten acht Kilometern gibt es nochmals zwei Steigungen: Kurz vor dem Ziel wird auch auf dieser Strecke über Kopfsteinpflaster die Côte de Kimihurura erklommen. Die Mixed-Staffel findet auf einem ähnlichen Parcours statt, allerdings als Rundkurs mit Start und Ziel am Convention Centre konzipiert.

## Zeitplan
Die Zeitangaben basieren auf der Ortszeit (UTC+2, gleichbedeutend mit Mitteleuropäischer Sommerzeit).
| Datum                     | Zeit  | Wettbewerb                    | Distanz  | Strecke                                           | Höhenmeter |
| ------------------------- | ----- | ----------------------------- | -------- | ------------------------------------------------- | ---------- |
| Sonntag, 21. September    | 09:50 | Einzelzeitfahren Frauen Elite | 031,2 km | NR 5 bis Gahanga                                  | 0460 m     |
| Sonntag, 21. September    | 13:25 | Einzelzeitfahren Männer Elite | 040,6 km | NR 5 bis südlich von Gahanga                      | 0680 m     |
| Montag, 22. September     | 10:40 | Einzelzeitfahren Männer U23   | 031,2 km | NR 5 bis Gahanga                                  | 0460 m     |
| Montag, 22. September     | 14:30 | Einzelzeitfahren Frauen U23   | 022,6 km | NR 5 bis Nyanza Genocide Memorial                 | 0350 m     |
| Dienstag, 23. September   | 11:10 | Einzelzeitfahren Junioren     | 022,6 km | NR 5 bis Nyanza Genocide Memorial                 | 0350 m     |
| Dienstag, 23. September   | 14:30 | Einzelzeitfahren Juniorinnen  | 018,3 km | NR 5 bis Kicukiro                                 | 0225 m     |
| Mittwoch, 24. September   | 12:00 | Mixed-Team-Staffel            | 042,4 km | 2 Mal Rundkurs, NR 5 bis Nyanza Genocide Memorial | 0740 m     |
| Donnerstag, 25. September | 13:00 | Straßenrennen Frauen U23      | 119,3 km | 8 Runden                                          | 2435 m     |
| Freitag, 26. September    | 07:45 | Straßenrennen Junioren        | 119,3 km | 8 Runden                                          | 2435 m     |
| Freitag, 26. September    | 11:50 | Straßenrennen Männer U23      | 164,6 km | 11 Runden                                         | 3350 m     |
| Sonnabend, 27. September  | 08:00 | Straßenrennen Juniorinnen     | 074,6 km | 5 Runden                                          | 1520 m     |
| Sonnabend, 27. September  | 11:35 | Straßenrennen Frauen Elite    | 164,6 km | 11 Runden                                         | 3350 m     |
| Sonntag, 28. September    | 09:20 | Straßenrennen Männer Elite    | 267,5 km | 9 Runden + Mont Kigali + 6 Runden                 | 5475 m     |